# Tamara Press
Tamara Press (en rus: Тамара Пресс; en ucraïnès: Тамара Пресс) (Khàrkiv, Unió Soviètica, 10 de maig de 1937 – 26 d'abril de 2021) fou una atleta ucraïnesa, especialista en llançament de pes i llançament de disc, que va competir sota bandera de la Unió Soviètica durant la dècada de 1960. Era germana de la també atleta i medallista olímpica Irina Press.

## Carrera esportiva
Especialista en llançament de pes i llançament de disc, va participar, als 23 anys, en els Jocs Olímpics d'Estiu de 1960 realitzats a Roma (Itàlia), on va aconseguir guanyar la medalla d'or en la prova de llançament de pes, establint un nou rècord olímpic amb una distància de 17.32 metres, i la medalla de plata en la prova de llançament de disc. En els Jocs Olímpics d'Estiu de 1964 realitzats a Tòquio (Japó) aconseguí revalidar el seu títol olímpic de pes, establint un nou rècord olímpic amb un tir de 18.14 metres, i guanyà també el títol olímpic en la modalitat de disc, on també realitzà un nou rècord olímpic amb un tir de 57.27 metres.
Al llarg de la seva carrera va guanyar quatre medalles en el Campionat d'Europa d'atletisme, tres d'elles d'or; i dos títols en la Universíada.
Tant Tamara com la seva germana Irina van ser acusades de ser homes o ser intersexuals. Ambdues es van retirar el 1966, just abans que la verificació del sexe fos obligatòria. Una vegada retirada passà a exercir d'entrenadora a Moscou. Va escriure diversos llibres sobre temes esportius, socials i econòmics. L'any 1974 va defensar un doctorat en pedagogia. El 1960 va rebre l'Orde de Lenin, el 1964 l'Orde de la Insígnia d'Honor i el 1997 l'Orde de l'Amistat.

## Millors marques
- Llançament de pes. 18,59 metres (1965)
- Llançament de disc. 59,70 metres (1965)[10]